# Timothy Treadwell
Timothy Treadwell, pseudonimo di Timothy William Dexter (Mineola, 29 aprile 1957 – Parco nazionale e riserva di Katmai, 5 ottobre 2003), è stato un ambientalista e documentarista statunitense che visse per molti anni a stretto contatto con i grizzly e che rimase ucciso proprio da uno di loro insieme alla sua fidanzata Amie Huguenard (Buffalo, 23 ottobre 1965- Parco nazionale e riserva di Katmai, 5 ottobre 2003) all'interno del Parco nazionale e riserva di Katmai.

## Biografia
Nato a Mineola, a Long Island, Treadwell nella sua vita dovette affrontare problemi di alcool e droghe, dopo il tentativo fallito di affermarsi come attore. Aveva infatti cercato in tutti i modi di ottenere un ruolo, poi affidato a Woody Harrelson, nella sit-com Cin Cin.
Ad un certo punto della sua vita decise di vivere a stretto contatto con gli orsi grizzly nel Parco nazionale e riserva di Katmai in Alaska. Treadwell visse assieme agli orsi ogni estate per tredici anni, dal 1990 al 2003, studiandoli e documentando ogni loro movimento. Questa sua bizzarra scelta di vita lo portò a diventare una celebrità negli Stati Uniti, tanto da partecipare a svariati show. Mentre era ospite al Late Show di David Letterman, il popolare conduttore statunitense chiese a Timothy se avrebbero mai letto sul giornale della sua morte mangiato dagli orsi. La domanda apparve alquanto divertente ma, tempo dopo, si rivelò tristemente profetica.
Nel 2003, la tredicesima estate fu per lui fatale. Si trovava nel parco in compagnia della fidanzata Amie Huguenard, quando i due furono assaliti e sbranati da alcuni nuovi esemplari affamati e probabilmente non abituati alla loro presenza. Della loro tragica fine esiste una documentazione audio fornita dalla telecamera di Treadwell, che era otturata dal tappo e che registrò le loro grida strazianti. Negli 85 anni di storia del Parco nazionale di Katmai, non era mai capitato che un orso uccidesse un essere umano.
La vita, il lavoro e la morte di Treadwell sono stati raccontati nel documentario Grizzly Man di Werner Herzog.